# Harriet Taylor Mill
Harriet Taylor Mill (Londres, 8 de octubre de 1807-Aviñón, 3 de noviembre de 1858) fue una filósofa inglesa y defensora de los derechos de las mujeres. Sus escritos pueden encontrarse en The complete works of Harriet Taylor Mill. Su segundo esposo fue John Stuart Mill, uno de los pensadores preeminentes del siglo XIX.

## Biografía
Harriet Taylor nació en 1807 en Walworth, al sur de Londres. Sus padres fueron Harriet y Thomas Hardy, cirujano. Harriet fue educada en casa y expresó un temprano interés en escribir poesía.
Harriet Taylor Mill se educó en una casa devota del unitarismo; se casó con John Taylor en 1826, a los 19 años, con el que tuvo dos hijos y una hija: Herbert, Algernon y Helen (quien posteriormente fue una reconocida feminista).
En 1831 conoció al filósofo del utilitarismo John Stuart Mill. El encuentro fue planeado por el líder de la congregación unitarista de Harriet,  el teólogo William Johnson Fox, quien animaba una tertulia liberal y feminista en su casa. John Taylor invitó a Mill a cenar debido al interés de su esposa en los derechos de las mujeres. Harriet ya no solo escribía poesía, sino que estaba interesada en la reforma social, y había escrito una larga Vida de William Caxton (que es más una historia completa de la palabra impresa y escrita) para la Sociedad para la Difusión del Conocimiento Útil. En el momento en que conoció a Mill, ella estaba escribiendo una serie de artículos inéditos sobre los derechos de las mujeres, la ética, la tolerancia y el matrimonio.
Ella, aunque estaba casada, y él mantuvieron una relación de afecto mutuo bastante mal vista dentro de la moral victoriana y que John Taylor no toleró, aunque siempre mantuvieron una relación epistolar. En 1833, Harriet estableció su residencia en una casa ajena a la de John Taylor. En 1849, John falleció de cáncer y Harriet se casó en 1852 con Mill, en quien ejerció una influencia perdurable y declarada por el mismo filósofo, en particular en sus ideas feministas.

## Obra
Harriet Taylor escribió varios ensayos, pero pocos llegaron a publicarse en vida porque muchos de ellos no estaban destinados a publicarse. Por ejemplo, su Ensayo sobre el matrimonio (1834) solo estaba dirigido a Mill.
Preside su obra el deseo de establecer la igualdad definitiva entre hombre y mujer en educación, matrimonio y ante la ley. Es evidente que sus ideas influyeron fuertemente en el feminismo de John Stuart Mill, algo que él mismo declaró principalmente en su The Subjection of Women, pero las ideas de Harriet son más radicales que las de su segundo marido e incluso llegó a aproximarse al socialismo. Gran parte de sus trabajos consistieron, fundamentalmente, en leer, comentar y criticar las obras de John Stuart Mill. Por eso la posible interdiscursividad (coinfluencia y coautoría) entre las obras de ambos ha causado cierto escepticismo y controversia principalmente entre los seguidores de Stuart Mill.
Las obras más reconocidas de Harriet Taylor son:
- Los principios de economía política
- En libertad
- La emancipación de las mujeres

Algunos de sus escritos fueron poemas, comentarios de libros o ensayos; once de estos últimos fueron publicados en la revista Monthy Repository ("Repositorio Mensual") en 1830, cuando el ya citado W. J. Fox era editor y existía aún poco contenido de tema filosófico. En una bibliografía compilada por John Stuart Mill, escribió que algunos artículos de periódicos fueron escritos por ambos.
El trabajo principal de Harriet, "The Enfranchisement of Women" se publicó en la Westminster Review en 1851, aunque firmado por John Stuart Mill. En él promovió que las mujeres accedan a los mismos trabajos que los hombres y que mujeres y hombres no vivan "en esferas separadas". Multiplicó además las cartas al director en las que protestaba contra las desigualdades de género o las brutalidades conyugales apenas castigadas por los tribunales.

## Muerte
Harriet Taylor sufrió de problemas de salud que afectaban sus sistemas nervioso y respiratorio. Desde 1841 fue perdiendo, paulatinamente, la facultad de usar sus piernas. Falleció de un colapso respiratorio el 3 de noviembre de 1858.